# Église Saint-Flavien de Toulon
L'église Saint-Flavien est une église catholique de Toulon dédiée à saint Flavien de Toulon (martyr du VIe siècle). Elle dépend du diocèse de Fréjus-Toulon et appartient à la paroisse du Mourillon. Son style architectural est un mélange de néoroman et de néogothique. Les messes dominicales sont à 10 heures et à 18 heures 30.

## Histoire
Une première petite chapelle est érigée dans le quartier du Mourillon dans les années 1840 et élevée au statut d'église paroissiale en 1844. Devenue trop petite, le conseil municipal fait l'acquisition d'un terrain à la montée du fort Lamalgue pour y construire une nouvelle église.
La première pierre est bénite le 20 juillet 1864 par le chanoine Rouvier et les travaux s'effectuent selon les plans de l’architecte Revoil, mais le curé Aune meurt du choléra le 30 septembre 1865 et c'est l’abbé Giraud qui dirige la fin de la construction. L'église est bénite par l'archiprêtre Léotard le 1er mai 1867 et consacrée le 12 février 1868 par Mgr Jordany,.

## Architecture
L’édifice se compose de trois nefs et de cinq travées. Les nefs sont couvertes d’une voûte à croisée d’ogives, alors que le reste de l’édifice, comme les arcades et les fenêtres sont des arcs en plein cintre de style néoroman.
Chaque nef est terminée par une abside en hémicycle. Le chœur est prolongé par une grande abside centrale et le sanctuaire est entouré à mi-hauteur d’une série d’arcatures néoromanes avec trois baies. l'ancien maître-autel laisse la place à un autel plat dans les années 1960.
La façade dont le pignon est orné de modillons supporte le clocher que surmonte une flèche. Elle est percée de plusieurs baies en plein cintre. 